# Nationella rörelsen för samhällsutveckling

Valreklam Agadez, 1996-1997

Nationella rörelsen för samhällsutveckling, Mouvement national pour la société du développement (MNSD), är det ledande regeringspartiet i Niger.
MNSD bildades 1989 av Nigerias dåvarande ledare Ali Saibou och var en tid landets enda tillåtna parti.
I november 1991 valdes Mamadou Tandja till partiledare. Tandjas konkurrent om partiledarskapet, Moumouni Adamou Djermakoye, lämnade då MSND och bildade Alliansen för demokrati och framsteg. Dessa båda partier regerar sedan 2002 landet tillsammans med Demokratisk och social samling.
Tandja är president och MSND:s partiledare Hama Amadou är statsminister.